# Jan Konvalinka
Jan Konvalinka (* 21. ledna 1963, Chomutov) je český biochemik, vedoucí výzkumné skupiny a ředitel Ústavu organické chemie a biochemie Akademie věd (ÚOCHB) a mezi lety 2014 a 2022 též prorektor Univerzity Karlovy pro vědu a výzkum. V badatelské činnosti se zabývá mimo jiné proteázami retrovirů a neuropeptidázami, dále se specializuje na virus HIV a již před vypuknutím celosvětové pandemie koronaviru SARS-CoV-2 byl jedním z mála českých výzkumníků, kteří se zaměřovali právě na skupinu koronavirů.
U široké české veřejnosti se stal známým po vypuknutí pandemie, kdy se často objevoval v médiích a komentoval aktuální vývoj pandemie.

## Akademická dráha
Jan Konvalinka vystudoval biochemii na Přírodovědecké fakultě Univerzity Karlovy, následně v letech 1987–1991 absolvoval postgraduální studium na Ústavu organické chemie a biochemie Akademie věd. Následně absolvoval stáže na Birkberk College v Londýně, na University of Cardiff, v Heidelbergu a v Hamburku. Je členem vědeckých společností včetně Učené společnosti ČR, v roce 2003 byl jejím nejmladším členem. Vede vědeckou skupinu na ÚOCHB (témata: syntéza peptidů, proteinové inženýrství, biochemie retrovirů) a pravidelně publikuje v impaktovaných časopisech. V roce 2014 se stal prorektorem pro vědu a výzkum na Univerzitě Karlově. Působí jako garant vědecké rady oboru chemie Nadačního fondu Neuron. V roce 2020 se během pandemie covidu-19 postavil do čela akademické iniciativy, v rámci níž by měly české univerzity a Akademie věd pomáhat s testováním na tento virus. Od roku 2020 vystupuje každý čtvrtek jako host v pořadu Koronavirus s Janem Konvalinkou, který je součástí pořadu Osobnost Plus na Českém rozhlasu Plus moderovaném Barborou Tachecí.
V prosinci 2020 jej prezident republiky Miloš Zeman jmenoval profesorem pro obor biochemie. V roce 2020 byl Sněmovnou navržen na Medaili Za zásluhy, kterou odmítl (dle svých slov v různých rozhlasových vystoupeních a na sociálních sítích).
V květnu 2022 byl předsedkyní Akademie věd ČR Evou Zažímalovou na doporučení Rady ÚOCHB jmenován na pětileté funkční období ředitelem ÚOCHB. Akademická rada AV předtím nepodpořila jeho jmenování dostatečným počtem hlasů . Funkce se ujal 1. června 2022.
Starším bratrem Jana Konvalinky je stavební a materiálový inženýr a bývalý rektor ČVUT Petr Konvalinka.